# Ста-Прест
Ста-Прест (англ. Sta-Prest) (стилізоване скорочення від англ. "stay pressed" ("залишається пресованим") - це марка штанів, з стійкими "стрілками", що випускаються Levi Strauss & Co., починаючи з 1964 року. 
Джинси Sta-Prest продаються як такі, що можна вдягнути прямо з сушарки, не потрібно прасувати . Штани були особливо популярні серед британських модників середини 1960-х та скінхедів кінця 1960-х . Вінтажні пари штанів Sta-Prest стали предметами колекціонування. Інші компанії, такі як Lee та Wrangler, виготовляли подібні фасони штанів у той самий період. Версію Lee називали Lee Perst, яка вийшла в подібних кольорах і візерунках, як Sta-Prest; хоча вони були набагато вужчими і конічнішими. Десятиліття пізніше Merc почав продавати бренд штанів під назвою Sta Press . 
Коли в 1980-х в Америці на сцену вийшли скінхеди, Levi's Sta-prest не завжди були доступним варіантом, і вони надягали робочі штани Dickies. Dickies мали той самий вигляд і стиль, а оскільки вони були виготовлені для робочого одягу, вони не втрачали складок, і їх можна було носити без прасування. 